# Escudo de Santiago del Molinillo
El escudo de Santiago del Molinillo, localidad de la Provincia de León, en Castilla y León, en España, se compone de 3 elementos:

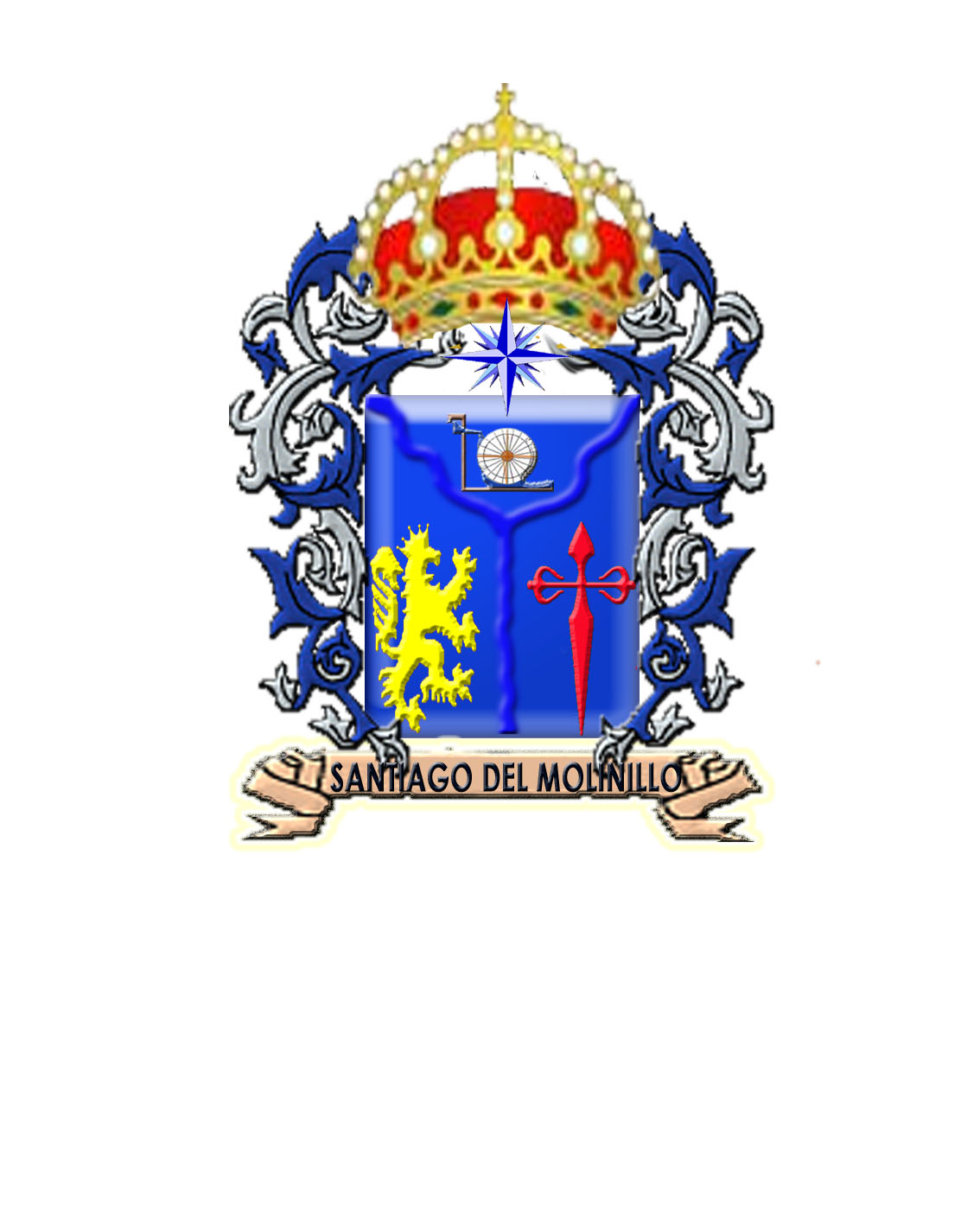
Glorioso Escudo de Santiago del Molinillo.

1º La cruz de Santiago en color rojo;

2º El molinillo de agua, situado en la parte superior;

3º El León, como símbolo de la provincia a la cual pertenece. En este caso y al contrario de su representación habiual, el león mira hacia dentro. Las tres piezas básicas están divididas por el curso de los dos ríos que caracterizan al pueblo: el río Luna y el río Omaña, que se funden en el nuevo río Órbigo.
El Conjunto está rematado en su parte superior con la corona real española, y se adorna con hojas azules y plateadas. La estrella superior simboliza el rumbo firme y la dirección que inspira el Apóstol Santiago.

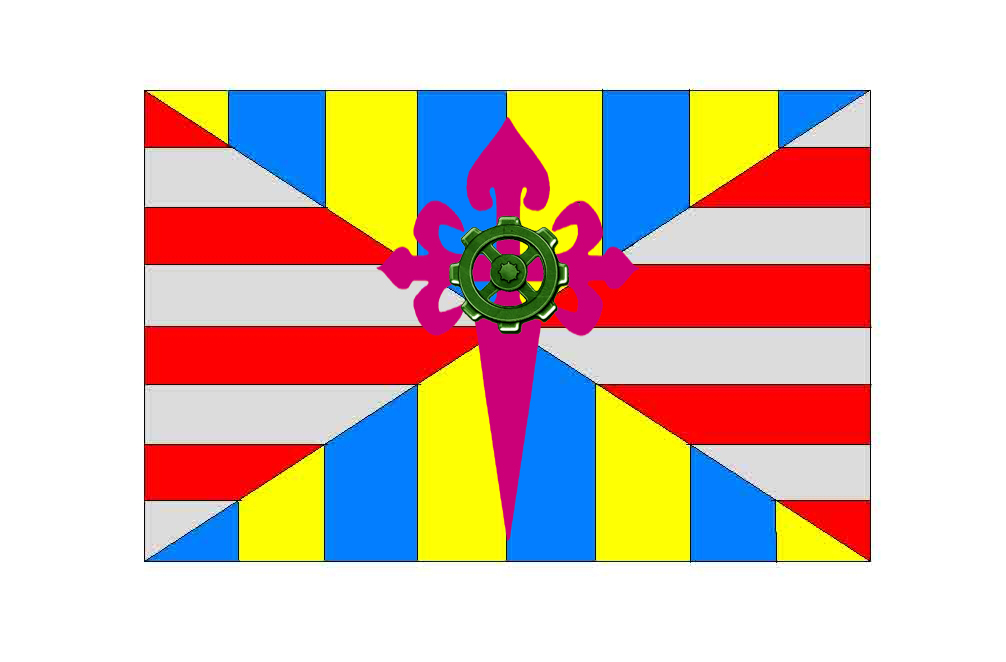

El pendón de Santiago del Molinillo se caracteriza por los colores AZUL, ORO, ROJO Y BLANCO. 
EL AZUL representa las aguas azules de sus 2 ríos.
EL ORO que representa la riqueza aurífera de sus tierras.
EL ROJO que es el color del Apóstol Santiago, que da nombre al pueblo.
EL PLATEADO que representa la paz y tenacidad de sus gentes.
Los cuatro colores se combinan en una multitud de franjas, pues esos elementos son el resultado de las virtudes que adornan esta maravillosa población Leonesa.
Sobre el conjunto aparece la Cruz de Santiago, y la rueda de Molino, elementos estos, que dan nombre al Pueblo.
Véase también:
- santiago del molinillo

- Datos: Q5838302